# Região de Planejamento dos Guajajaras
A Região de Planejamento dos Guajajaras é uma das 32 regiões administrativas do estado do Maranhão, no Brasil. 

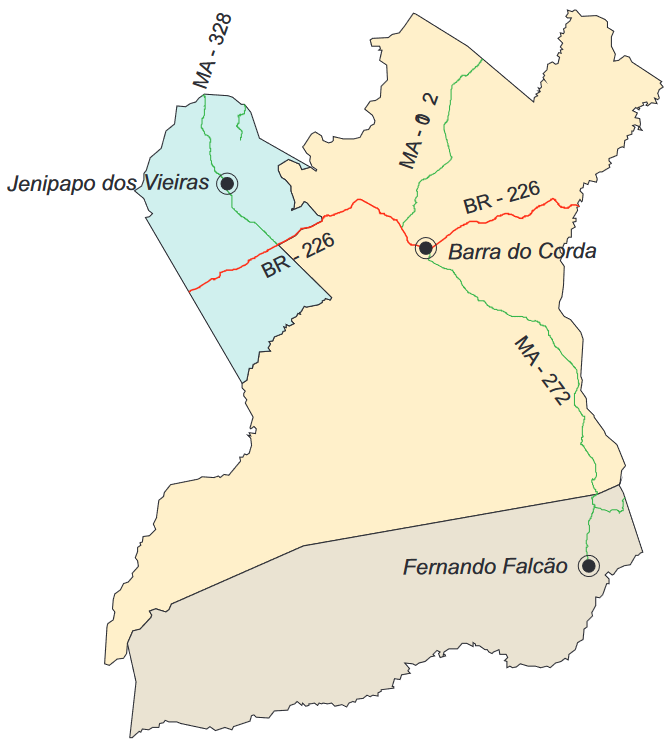
Região de Planejamento dos Guajajaras

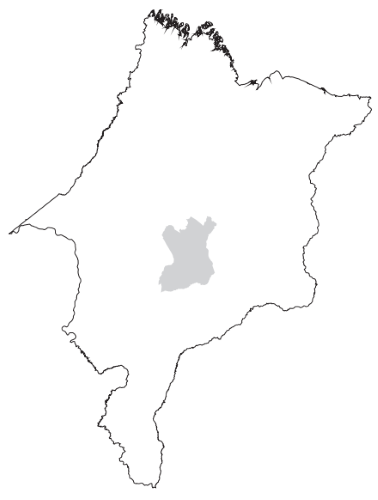
Localização da região dos Guajajaras no contexto do estado do Maranhão

Localiza-se no centro-sul do Estado, no planalto maranhense, e, apesar de composta por apenas três municípios, é uma das maiores Regiões de Planejamento em extensão territorial. Recebe esse nome devido às várias tribos indígenas da etnia teneteara existentes na região.

## Formação
A exemplo da Região de Planejamento do Médio Parnaíba, a Região é composta por apenas três municípios. Ei-los:
- Barra do Corda
- Fernando Falcão
- Jenipapo dos Vieiras

## Dados
- População (2022): 106.481 habitantes
- Área Total: 10.657.017 km²
- IDH médio: 0,513 - médio baixo
- População per capita: 9.99 hab./km²

## Potencialidades
- Pecuária
- Agricultura
- Jaborandi
- Turismo
- Agroindústria